# Così fan tutte
Così fan tutte ossia La scuola degli amanti (Així fan totes o L'escola dels amants), K. 588, és una òpera bufa en dos actes, composta per Wolfgang Amadeus Mozart sobre un llibret escrit per Lorenzo Da Ponte. L'estrena va tenir lloc en el Burgtheater de Viena, el 26 de gener de 1790.
Tot i que es diu sovint que va ser escrita i composta a proposta de l'emperador Josep II, investigacions posteriors no avalen aquesta idea. Hi ha proves que Antonio Salieri, contemporani de Mozart, va intentar configurar el llibret però el va deixar inacabat. El 1994, John Rice va descobrir dos terzetti de Salieri a la Biblioteca Nacional Austríaca.
El tema de l'òpera és l'intercanvi de parelles, molt popular en el segle xiii. Anteriorment aquest tema ja s'havia tractat amb abundància, per exemple al Decameró de Boccaccio, o a Cymbeline de Shakespeare.
La traducció literal del títol és «Així fan totes» o «Totes fan el mateix». Aquestes paraules són cantades pels tres homes quan parlen del voluble amor femení, en el segon acte, quadre III, just abans del finale. Alguns han vist en el títol i l'argument de l'òpera una certa misogínia per part de Mozart i Da Ponte.
Musicalment parlant, els crítics destaquen la simetria de Così: dos actes, tres homes i tres dones, dues parelles, dos personatges addicionals (Don Alfonso i Despina), pràcticament el mateix nombre d'àries per a tots els solistes. Per a altres crítics, la simetria era un valor propi de l'òpera italiana del segle xviii i, per tant, poc destacable (R. Alier). Tots coincideixen a destacar l'abundància de parts dedicades als conjunts: a banda dels finals, Mozart hi va compondre sis duos, cinc trios, un quartet, dos quintets i tres sextets.

## Personatges
| Rol                                                                      | Tessitura | Estrena, 26 de gener de 1790 Director: W. A. Mozart |
| Fiordiligi, Senyora de Ferrara i germana de Dorabella, resident a Nàpols | soprano   | Adriana Ferrarese                                   |
| Dorabella, Senyora de Ferrara i germana de Fiordiligi, resident a Nàpols | soprano   | Louise Villeneuve                                   |
| Guglielmo, Enamorat de Fiordiligi, un soldat                             | baix      | Francesco Benucci                                   |
| Ferrando, Enamorat de Dorabella, un soldat                               | tenor     | Vincenzo Calvesi                                    |
| Despina, Una minyona                                                     | soprano   | Dorotea Bussani                                     |
| Don Alfonso, Un vell filòsof                                             | baix      | Francesco Bussani                                   |
| Cors: soldats, criats, mariners                                          |           |                                                     |

## Sinopsi
La història té lloc a Nàpols al segle xviii

### Acte I
Quadre I Terrassa d'un cafè. Ferrando i Guglielmo, dos oficials, manifesten que les seues núvies (Dorabella i Fiordiligi, respectivament) els seran eternament fidels. Don Alfonso s'uneix a ells i fa una aposta amb els dos oficials, dient que ell pot provar en un sol dia que aquestes dues dones (com totes les dones) són volubles. Accepten l'aposta: els dos oficials fingiran que han estat cridats a la guerra; després tornaran disfressats i cada un intentarà enamorar a l'estimada de l'altre.
Quadre II Jardí de la casa de les germanes. Les dues dones, que són germanes, estan lloant els seus enamorats. Don Alfonso arriba i anuncia les males notícies: els oficials han estat cridats a la guerra. Ferrando i Guglielmo arriben, amb el cor trencat, i s'acomiaden d'elles. Conforme el vaixell s'allunya cap a alta mar, Alfonso i les dues germanes els desitgen un bon viatge, després Alfonso, que s'ha quedat sol, canta un arioso contra la inconstància de les dones.
Quadre III Saló de la casa de les germanes. Despina, la seua donzella, arriba i els pregunta què va malament. Dorabella lamenta el seu turment per trobar-se sense el seu promès. Despina es burla de les germanes, i els aconsella prendre nous amants que reemplacen als antics. Després de la seua marxa, arriba Don Alfonso. Tem que Despina reconega als homes malgrat les seues disfresses, de manera que la suborna perquè l'ajude a guanyar l'aposta. Arriben els dos homes, disfressats com albanesos, amb bigots. Entren les germanes i s'alarmen per la presència d'homes desconeguts a la seua casa. Els albanesos intenten conquerir les germanes, arribant Guglielmo a vantar-se dels seus variats encants masculins. Ferrando, quan es queda sol, expressa la seguretat que hi guanyarà l'aposta i lloa la seua estimada.
Quadre IV Jardí de la casa. Les germanes es lamenten. Despina pregunta a Don Alfonso si li permet fer-se càrrec del plans de seducció. De sobte, entren els albanesos i amenacen d'enverinar-se si no se'ls permet cortejar a les germanes. Don Alfonso intenta calmar-los, però llavors beuen el verí i es desmaien. Poc després, arriba un metge, que no és un altre que Despina disfressada, que, usant un gran imant, aconsegueix reviure als albanesos. Els homes, recuperats però simulant patir una al·lucinació, exigeixen un bes de les deesses que estan davant ells. Les germanes els rebutgen, tot i que Don Alfonso i el doctor les insten a fer-ho.

### Acte II
Quadre I Habitació de la casa. Despina demana a les germanes que accedeixin als desitjos dels albanesos; se'n va. A soles, Dorabella confessa a Fiordiligi que se sent temptada. No obstant, la seua germana es manté ferma.
Quadre II Jardí de la casa. Dorabella i el disfressat Guglielmo estan emparellats, com els altres dos. La conversa és bastant incòmoda, i Ferrando se'n va amb Fiordiligi. Ara que estan sols, Guglielmo intenta cortejar a Dorabella. Aquesta no es resisteix i acaba entregant-li un medalló, amb el retrat de Ferrando al seu interior, a canvi d'una joia amb forma de cor. Ferrando té menys èxit amb Fiordiligi, de manera que s'enutja quan més tard descobreix que el medalló amb el seu retrat ha estat tan ràpidament lliurat al nou amant. Guglielmo al principi simpatitza amb Ferrando, però després presumeix, perquè la seua enamorada li és fidel.
Quadre III Saló de la casa. Dorabella admet la seua indiscreció. Fiordiligi, disgustada, decideix seguir a l'exèrcit per a trobar el seu enamorat. Abans que puga anar-se'n, no obstant, arriba Ferrando i segueix cortejant-la; al final, Fiordiligi acaba en els seus braços. Guglielmo queda afligit. Ferrando es burla d'ell, de la mateixa manera que Guglielmo havia fet abans amb aquest. Don Alfonso, guanyador de l'aposta, diu que les perdonen, perquè al remat "Così fan tutte" ("Totes les dones fan el mateix"), i així ho acaben admetent Ferrando i Guglielmo.
Quadre IV. Menjador de la casa, preparat per a les noces. Despina i Don Alfonso estan preparant la cerimònia. Despina, disfressada de notari, presenta el contracte de matrimoni, i tots el signen. De sobte se sent música militar a la llunyania, anunciant la tornada dels oficials. Don Alfonso confirma els temors de les joves: Ferrando i Guglielmo tornen. Els albanesos corren a amagar-se (en realitat, per a canviar-se la disfressa). Tornen al seu uniforme d'oficial i manifesten el seu amor. Don Alfonso els ensenya el contracte de matrimoni, i, quan el llegeixen, s'enutgen. Llavors se'n van i tornen poc després amb part de les disfresses. Es descobreix que el notari era en realitat Despina i les germanes s'adonen que han estat enganyades. Al final, tot es perdona, i el grup sencer canta a la capacitat humana d'acceptar tots els moments de la vida, tant els bons com els dolents, amb la moralitat: feliç aquell que tot ho veu pel costat bo.

## Números musicals[3]

### Acte I

#### Quadre I
- Núm. 1: La mia Dorabella capace non è, tercet de Ferrando, Don Alfonso i Guglielmo.
- Núm. 2 : È la fede delle femmine, tercet dels mateixos.
- Núm. 3: Una bella serenata, tercet dels mateixos.

#### Quadre II
- Núm. 4: duet de Fiordiligi i Dorabella.
- Núm. 5: ària de Don Alfonso.
- Núm. 6: quintet de Fiordiligi, Dorabella, Ferrando, Don Alfonso i Guglielmo.
- Núm. 7: duet de Ferrando i Guglielmo.
- Núm. 8: cor.
- Núm. 9: quintet i cor (Fiordiligi, Dorabella, Ferrando, Don Alfonso i Guglielmo.).
- Núm. 10: tercet de Fiordiligi, Dorabella i Don Alfonso

## Anàlisi musical

### Instrumentació original
L'orquestra consisteix en corda, flautes, clarinets, oboès, trompes, fagots, trompetes i timbals. El baix continu en els recitatius secs és proporcionat pel clavicèmbal i el violoncel.

### Llibret
El llibret Così fan tutte és obra de Lorenzo Da Ponte. Va ser la tercera col·laboració magistral entre llibretista i compositor. Sembla que el tema va ser indicat pel mateix emperador Josep II, que havia encarregat l'òpera. Da Ponte va usar una trama molt lineal, sense episodis secundaris, amb els tòpics de l'òpera bufa. El tema de la fidelitat de les núvies posada a prova tenia antecedents en l'òpera bufa, amb Wieland i Goldoni. Però, molt abans, ja va ser tractat per Ovidi i Ariosto.

### Estructura musical

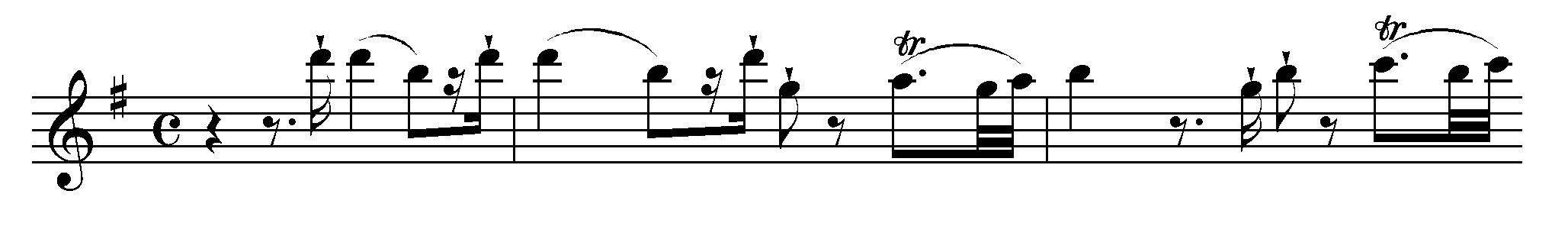
Primeres notes de Così fan tutte

Després d'una obertura que expressa el to juganer de l'òpera, se succeeixen números individuals i de conjunt. S'aprofundeix la tendència de substituir progressivament les àries per números col·lectius.
De les dotze àries i una cavatina, destaquen:
- Les dues àries de Despina (núm. 12: In uomini, in Soldati) i (núm. 19: Una donna a quindici anni).
- Les dues àries de Fiordiligi, grans escenes virtuosístiques, que parodien l'estil de l'òpera seria: (núm. 14: Come scoglio immoto resta) i (núm. 15: Per pietà, ben mio, perdona).
- Les tres àries de Ferrando, en particular la primera d'elles, dolça i delicada: núm. 17: Un'aura amorosa del nostro tesoro, núm. 24: ah, lo veggio! i núm. 27: Tradito, schernito dal perfido cor.

Però la trama avança amb números de conjunt: un sextet, dos quintets, un quartet, cinc tercets, cinc duets, un duettino i dos finals. El moment més sublim potser serà el breu tercet entre Fiordiligi, Dorabella i Don Alfonso (núm. 10), Soave sia il vento.
No obstant, hi ha altres conjunts que cal destacar: 
Núm. 1 Tercet: La mia Dorabella capace non è
Núm. 4 Duo Fiordiligi i Dorabella: ah guarda sorella
Núm. 6 Quintet: Sento, oh, Dio, ce hac questo piede
Núm. 9 Quintet: Di scrivermi ogni giorno
Núm. 13 Sextet: Alla bella Despinetta
Núm. 22 Quartet: La mano a medate, movetevi un po
Núm. 23 Duo Guglielmo i Dorabella: Il core vi dono
Núm. 29 Duo Fiordiligi i Ferrando: Fra gli amplessi
Núm. 31 Final: Fate presto, o cari amici

### Estrena
Es va compondre per al carnestoltes de 1790, per encàrrec de l'emperador Josep II. L'èxit de va ser discret. La mort de l'emperador Josep II va interrompre les representacions. Così fan tutte es va representar només una desena de vegades. La crítica tampoc la va rebre amb particular interès, perquè semblava un retrocés respecte a les dues òperes anteriors, Les noces de Fígaro i Don Giovanni. Al llarg del segle xix, l'òpera va ser rebutjada, pel seu argument considerat immoral, patint diversos retalls i modificacions el llibret. Va ser versionada diverses vegades a l'alemany. Després de la Segona Guerra Mundial ha recuperat la seua posició en el repertori operístic.

### Valoració
Es tracta de la tercera col·laboració entre Mozart i Lorenzo Da Ponte, i la més incompresa de les seues creacions conjuntes. No hi ha una densa trama dramàtica, ni personatges complexos en què aprofundir.
Des del punt de vista narratiu, Mozart se centra en la simetria dels personatges i de les situacions, en un "joc d'equilibris narratius i de correspondències musicals". Pel que fa a la perspectiva musical, s'ha considerat la més bella de les seues últimes òperes, presenta "novetats en el tractament orquestral", perquè "aconsegueix aquí una nova perfecció sonora, etèria, transparent, enrarida, que acompanya mòrbidament a l'estilització descriptiva: accentuacions discretes, matisos, sobreentesos en compte de violents subratllats d'afectes" (A. Poggi).
Es tracta d'una obra que fascina pel seu "joc de simetries, l'encant de les seues àries, les seues magnífiques parts de conjunt i la malenconia del seu final feliç" (Lucca Tutino).

## Adaptacions
L'obra teatral Così, escrita pel dramaturg Louis Nowra, representa malalts mentals que representen aquesta òpera.
Com ocorre amb altres músiques de Mozart, s'han utilitzat fragments d'aquesta òpera en diverses pel·lícules. Entre les més recents, cal citar Closer, de 2004 i The House of Mirth, de 2000, en la que poden sentir-se l'obertura i les peces "La mia Dorabella" i "Soave sia il vento".

## Discografia
Entre els abundants enregistraments existents d'aquesta òpera, les guies de música clàssica en destaquen dos:
- Amb direcció de René Jacobs, amb Véronique Gens, Bernarda Fink, Graciela Oddone, Werner Güra, Marcel Boone i Pietro Spagnoli, Kölner Kammerchor i Concerto Köln (harmonia mundi, 1998).
- Amb direcció de Herbert Von Karajan, amb Elisabeth Schwarzkopf, N. Merriman, L. Otto, Léopold Simoneau, R. Panerai i S. Bruscantini, Cor i Orquestra Philharmonia (EMI, 1955).

A banda d'aquestes, hi ha altres igualment citades ben sovint: 
- Amb direcció de Karl Böhm, amb Elisabeth Schwarzkopf, Christa Ludwig, H. Steffek, Alfredo Kraus, Giuseppe Taddei i Walter Berry, Cor i Orquestra Philharmonia (EMI, 1962)
- Amb direcció de Karl Böhm, amb Llisa della Casa, CH. Ludwig, E. Loose, E. Kunz, A. Dermota, P. Schöffler, Cor de l'Òpera de Viena i Orquestra Filharmònica de Viena (Decca, 1955)
- Amb direcció de sir Colin Davis, amb Montserrat Caballé, Janet Baker, Ileana Cotrubas, W. Ganzarolli, Nicolai Gedda, R. Van Allan, Orquestra i cor del convent Garden de Londres (Philips, 1973)
- Amb direcció de Nikolaus Harnoncourt, amb CH. Margiono, D. Ziegler, A. Steiger, D. Van Der Walt, G. Cachemaille, Th. Hampson, Cor de l'Òpera Neerlandesa, Orquestra del Concertgebouw (Teldec, 1991).
- Amb direcció de Bernard Haitink, amb Vaness, Ziegler, Watson, Aler, Duesing, Desderi, Cor de Glyndebourne, Orquestra Filharmònica de Londres, HMV
- Amb direcció d'Arnold Östman, amb Yakar, Resick, Nafé, Winberg, Krause, Séller, Cor i orquestra del teatre de la Cort de Drottningholm.